# 유엔 안전 보장 이사회 이사국 목록

2025년 유엔안전보장이사회 이사국 지도. 파란색은 상임이사국을, 초록색은 비상임이사국을 가리킨다.

유엔 안전 보장 이사회는 상임이사국 5개국과 2년 임기의 비상임이사국 10개국 총 15개국으로 구성된다. 비상임이사국 10개국은 유엔 총회에서 실시되는 선거를 통해 선출되며 유엔 총회는 해마다 비상임이사국 10개국 가운데 5개국을 선거를 통해 새로 선출한다. 1965년까지는 상임이사국 5개국과 비상임이사국 6개국 총 11개국으로 구성되었다.

## 현재의 안전 보장 이사회

### 상임이사국
| 국가           | 지역 그룹          | 임기 시작                                             |
| -------------- | ------------------ | ----------------------------------------------------- |
| 프랑스         | 서유럽과 기타 지역 | 1946년                                                |
| 러시아 연방    | 동유럽 지역        | 1991년 (소련이 차지했던 상임이사국 의석을 승계함)     |
| 영국           | 서유럽과 기타 지역 | 1946년                                                |
| 미국           | 북아메리카 지역    | 1946년                                                |
| 중화인민공화국 | 아시아 태평양 지역 | 1971년 (중화민국이 차지했던 상임이사국 의석을 승계함) |

### 비상임이사국
| 국가       | 지역 그룹                                | 임기 시작 | 임기 종료 |
| ---------- | ---------------------------------------- | --------- | --------- |
| 알제리     | 아프리카 지역 그룹 (아랍)                | 2024년    | 2025년    |
| 시에라리온 | 아프리카 지역 그룹                       | 2024년    | 2025년    |
| 소말리아   | 아프리카 지역 그룹                       | 2025년    | 2026년    |
| 가이아나   | 라틴아메리카·카리브해 지역 그룹 (GRULAC) | 2024년    | 2025년    |
| 파나마     | 라틴아메리카·카리브해 지역 그룹 (GRULAC) | 2025년    | 2026년    |
| 대한민국   | 아시아 태평양 지역 그룹                  | 2024년    | 2025년    |
| 파키스탄   | 아시아 태평양 지역 그룹                  | 2025년    | 2026년    |
| 슬로베니아 | 동유럽 지역 그룹 (EEG)                   | 2024년    | 2025년    |
| 덴마크     | 서유럽과 기타 지역 그룹 (WEOG)           | 2025년    | 2026년    |
| 그리스     | 서유럽과 기타 지역 그룹 (WEOG)           | 2025년    | 2026년    |

## 지역 그룹

아프리카 지역 그룹
아시아 태평양 지역 그룹
동유럽 지역 그룹
카리브 제도와 라틴 아메리카 지역 그룹
서유럽과 기타 지역 그룹
무소속
유엔 비회원국 또는 영토

유엔은 전체 회원국을 5개 그룹으로 분류하고 있으며 비상임이사국 의석은 다음과 같은 비율로 선출된다.
- 아프리카 지역 그룹: 3개국
- 아시아 태평양 지역 그룹: 2개국
- 카리브 제도와 라틴 아메리카 지역 그룹: 2개국
- 서유럽과 기타 지역 그룹: 2개국 (최소한 1개국은 서유럽 국가)
- 동유럽(경제 이행 국가) 지역 그룹: 1개국

아랍 세계 국가 1개국은 반드시 아프리카 지역 그룹, 아시아 태평양 지역 그룹 가운데 하나에 선출된다. 유엔 총회는 해마다 2년 임기의 비상임이사국 5개국을 선거를 통해 새로 선출한다. 비상임이사국은 전체 유엔 회원국의 과반수 가운데 2/3 이상이 찬성하면 선출된다. 비상임이사국은 중임은 가능하지만 연임은 불가능하다.
선거 계획표
| 비상임이사국의 임기가 시작되는 연도 | 홀수 해 | 짝수 해 |
| ----------------------------------- | ------- | ------- |
| 아프리카                            | 1개국   | 2개국 * |
| 아시아 태평양                       | 1개국   | 1개국 * |
| 카리브 제도와 라틴 아메리카         | 1개국   | 1개국   |
| 서유럽과 기타 지역                  | 2개국   | 없음    |
| 동유럽                              | 없음    | 1개국   |

(*) 아랍 세계 국가 1개국은 반드시 아프리카 지역 그룹, 아시아 태평양 지역 그룹 가운데 하나에 선출된다. 1968년부터 짝수 해에 아랍 세계 국가 1개국에 배정된 비상임이사국 의석이 교체되는데 아시아 태평양 지역 그룹 쪽 아랍 세계 국가 1개국의 비상임이사국 임기가 만료되면 아프리카 지역 그룹 쪽에서 아랍 세계 국가 1개국이 선출되며 반대로 아프리카 지역 그룹 쪽 아랍 세계 국가 1개국의 임기가 만료되면 아시아 태평양 지역 그룹 쪽에서 아랍 세계 국가 1개국이 선출되는 방식으로 번갈아가면서 선출된다.

### 이전의 안전 보장 이사회 구성
1946년부터 1965년까지 안전 보장 이사회 비상임이사국 6개국은 다음과 같은 비율로 선출되었다.
- 라틴 아메리카: 2개국
- 영연방: 1개국
- 동유럽: 1개국
- 중동: 1개국
- 서유럽: 1개국

## 역대 안전 보장 이사회 상임·비상임이사국

### 상임이사국
| 연도          | 미국 측 의석 | 영국 측 의석 | 프랑스 측 의석         | 소련 및 러시아 측 의석 | 중국 측 의석   |
| ------------- | ------------ | ------------ | ---------------------- | ---------------------- | -------------- |
| 1945년        | 미국         | 영국         | 프랑스 공화국 임시정부 | 소련                   | 중화민국       |
| 1946년-1949년 | 미국         | 영국         | 프랑스 제4공화국       | 소련                   | 중화민국       |
| 1949년-1958년 | 미국         | 영국         | 프랑스 제4공화국       | 소련                   | 중화민국       |
| 1958년-1971년 | 미국         | 영국         | 프랑스 제5공화국       | 소련                   | 중화민국       |
| 1971년-1991년 | 미국         | 영국         | 프랑스 제5공화국       | 소련                   | 중화인민공화국 |
| 1992년-현재   | 미국         | 영국         | 프랑스 제5공화국       | 러시아 연방            | 중화인민공화국 |

### 비상임이사국 (1946년-1965년)
| 연도   | 라틴 아메리카 지역 | 라틴 아메리카 지역 | 영연방 지역    | 동유럽과 아시아 지역 | 중동 지역        | 서유럽 지역 |
| ------ | ------------------ | ------------------ | -------------- | -------------------- | ---------------- | ----------- |
| 1946년 | 브라질             | 멕시코             | 오스트레일리아 | 폴란드               | 이집트           | 네덜란드    |
| 1947년 | 브라질             | 콜롬비아           | 오스트레일리아 | 폴란드               | 시리아           | 벨기에      |
| 1948년 | 아르헨티나         | 콜롬비아           | 캐나다         | 우크라이나 SSR       | 시리아           | 벨기에      |
| 1949년 | 아르헨티나         | 쿠바               | 캐나다         | 우크라이나 SSR       | 이집트           | 노르웨이    |
| 1950년 | 에콰도르           | 쿠바               | 인도           | 유고슬라비아         | 이집트           | 노르웨이    |
| 1951년 | 에콰도르           | 브라질             | 인도           | 유고슬라비아         | 튀르키예         | 네덜란드    |
| 1952년 | 칠레               | 브라질             | 파키스탄       | 그리스               | 튀르키예         | 네덜란드    |
| 1953년 | 칠레               | 콜롬비아           | 파키스탄       | 그리스               | 레바논           | 덴마크      |
| 1954년 | 브라질             | 콜롬비아           | 뉴질랜드       | 튀르키예             | 레바논           | 덴마크      |
| 1955년 | 브라질             | 페루               | 뉴질랜드       | 튀르키예             | 이란             | 벨기에      |
| 1956년 | 쿠바               | 페루               | 오스트레일리아 | 유고슬라비아         | 이란             | 벨기에      |
| 1957년 | 쿠바               | 콜롬비아           | 오스트레일리아 | 필리핀               | 이라크           | 스웨덴      |
| 1958년 | 파나마             | 콜롬비아           | 캐나다         | 일본                 | 이라크           | 스웨덴      |
| 1959년 | 파나마             | 아르헨티나         | 캐나다         | 일본                 | 튀니지           | 이탈리아    |
| 1960년 | 에콰도르           | 아르헨티나         | 실론           | 폴란드               | 튀니지           | 이탈리아    |
| 1961년 | 에콰도르           | 칠레               | 실론           | 튀르키예             | 아랍 연합 공화국 | 라이베리아  |
| 1962년 | 베네수엘라         | 칠레               | 가나           | 루마니아             | 아랍 연합 공화국 | 아일랜드    |
| 1963년 | 베네수엘라         | 브라질             | 가나           | 필리핀               | 모로코           | 노르웨이    |
| 1964년 | 볼리비아           | 브라질             | 코트디부아르   | 체코슬로바키아       | 모로코           | 노르웨이    |
| 1965년 | 볼리비아           | 우루과이           | 코트디부아르   | 말레이시아           | 요르단           | 네덜란드    |

### 비상임이사국 (1966년-현재)
| 연도   | 아프리카 지역 * 아랍 국가 | 아프리카 지역 * 아랍 국가 | 아프리카 지역 * 아랍 국가 | 아시아 태평양 지역 * 아랍 국가 | 아시아 태평양 지역 * 아랍 국가 | 카리브 제도와 라틴 아메리카 지역 | 카리브 제도와 라틴 아메리카 지역 | 서유럽과 기타 지역 | 서유럽과 기타 지역 | 동유럽 지역           |
| ------ | ------------------------- | ------------------------- | ------------------------- | ------------------------------ | ------------------------------ | -------------------------------- | -------------------------------- | ------------------ | ------------------ | --------------------- |
| 1966년 | 말리                      | 나이지리아                | 우간다                    | 일본                           | 요르단 *                       | 아르헨티나                       | 우루과이                         | 네덜란드           | 뉴질랜드           | 불가리아              |
| 1967년 | 말리                      | 나이지리아                | 에티오피아                | 일본                           | 인도                           | 아르헨티나                       | 브라질                           | 캐나다             | 덴마크             | 불가리아              |
| 1968년 | 알제리 *                  | 세네갈                    | 에티오피아                | 파키스탄                       | 인도                           | 파라과이                         | 브라질                           | 캐나다             | 덴마크             | 헝가리                |
| 1969년 | 알제리 *                  | 세네갈                    | 잠비아                    | 파키스탄                       | 네팔                           | 파라과이                         | 콜롬비아                         | 핀란드             | 스페인             | 헝가리                |
| 1970년 | 부룬디                    | 시에라리온                | 잠비아                    | 시리아 *                       | 네팔                           | 니카라과                         | 콜롬비아                         | 핀란드             | 스페인             | 폴란드                |
| 1971년 | 부룬디                    | 시에라리온                | 소말리아                  | 시리아 *                       | 일본                           | 니카라과                         | 아르헨티나                       | 벨기에             | 이탈리아           | 폴란드                |
| 1972년 | 기니                      | 수단 *                    | 소말리아                  | 인도                           | 일본                           | 파나마                           | 아르헨티나                       | 벨기에             | 이탈리아           | 유고슬라비아          |
| 1973년 | 기니                      | 수단 *                    | 케냐                      | 인도                           | 인도네시아                     | 파나마                           | 페루                             | 오스트레일리아     | 오스트리아         | 유고슬라비아          |
| 1974년 | 카메룬                    | 모리타니                  | 케냐                      | 이라크 *                       | 인도네시아                     | 코스타리카                       | 페루                             | 오스트레일리아     | 오스트리아         | 벨로루시 SSR          |
| 1975년 | 카메룬                    | 모리타니                  | 탄자니아                  | 이라크 *                       | 일본                           | 코스타리카                       | 가이아나                         | 이탈리아           | 스웨덴             | 벨로루시 SSR          |
| 1976년 | 베냉                      | 리비아 *                  | 탄자니아                  | 파키스탄                       | 일본                           | 파나마                           | 가이아나                         | 이탈리아           | 스웨덴             | 루마니아              |
| 1977년 | 베냉                      | 리비아 *                  | 모리타니                  | 파키스탄                       | 인도                           | 파나마                           | 베네수엘라                       | 캐나다             | 서독               | 루마니아              |
| 1978년 | 가봉                      | 나이지리아                | 모리타니                  | 쿠웨이트 *                     | 인도                           | 볼리비아                         | 베네수엘라                       | 캐나다             | 서독               | 체코슬로바키아        |
| 1979년 | 가봉                      | 나이지리아                | 잠비아                    | 쿠웨이트 *                     | 방글라데시                     | 볼리비아                         | 자메이카                         | 노르웨이           | 포르투갈           | 체코슬로바키아        |
| 1980년 | 니제르                    | 튀니지 *                  | 잠비아                    | 필리핀                         | 방글라데시                     | 멕시코                           | 자메이카                         | 노르웨이           | 포르투갈           | 동독                  |
| 1981년 | 니제르                    | 튀니지 *                  | 우간다                    | 필리핀                         | 일본                           | 멕시코                           | 파나마                           | 아일랜드           | 스페인             | 동독                  |
| 1982년 | 토고                      | 자이르                    | 우간다                    | 요르단 *                       | 일본                           | 가이아나                         | 파나마                           | 아일랜드           | 스페인             | 폴란드                |
| 1983년 | 토고                      | 자이르                    | 짐바브웨                  | 요르단 *                       | 파키스탄                       | 가이아나                         | 니카라과                         | 몰타               | 네덜란드           | 폴란드                |
| 1984년 | 부르키나파소              | 이집트 *                  | 짐바브웨                  | 인도                           | 파키스탄                       | 페루                             | 니카라과                         | 몰타               | 네덜란드           | 우크라이나 SSR        |
| 1985년 | 부르키나파소              | 이집트 *                  | 마다가스카르              | 인도                           | 태국                           | 페루                             | 트리니다드 토바고                | 오스트레일리아     | 덴마크             | 우크라이나 SSR        |
| 1986년 | 콩고                      | 가나                      | 마다가스카르              | 아랍에미리트 *                 | 태국                           | 베네수엘라                       | 트리니다드 토바고                | 오스트레일리아     | 덴마크             | 불가리아              |
| 1987년 | 콩고                      | 가나                      | 잠비아                    | 아랍에미리트 *                 | 일본                           | 베네수엘라                       | 아르헨티나                       | 서독               | 이탈리아           | 불가리아              |
| 1988년 | 알제리 *                  | 세네갈                    | 잠비아                    | 네팔                           | 일본                           | 브라질                           | 아르헨티나                       | 서독               | 이탈리아           | 유고슬라비아          |
| 1989년 | 알제리 *                  | 세네갈                    | 에티오피아                | 네팔                           | 말레이시아                     | 브라질                           | 콜롬비아                         | 캐나다             | 핀란드             | 유고슬라비아          |
| 1990년 | 코트디부아르              | 자이르                    | 에티오피아                | 예멘 *                         | 말레이시아                     | 쿠바                             | 콜롬비아                         | 캐나다             | 핀란드             | 루마니아              |
| 1991년 | 코트디부아르              | 자이르                    | 짐바브웨                  | 예멘 *                         | 인도                           | 쿠바                             | 에콰도르                         | 오스트리아         | 벨기에             | 루마니아              |
| 1992년 | 카보베르데                | 모로코 *                  | 짐바브웨                  | 일본                           | 인도                           | 베네수엘라                       | 에콰도르                         | 오스트리아         | 벨기에             | 헝가리                |
| 1993년 | 카보베르데                | 모로코 *                  | 지부티                    | 일본                           | 파키스탄                       | 베네수엘라                       | 브라질                           | 뉴질랜드           | 스페인             | 헝가리                |
| 1994년 | 나이지리아                | 르완다                    | 지부티                    | 오만 *                         | 파키스탄                       | 아르헨티나                       | 브라질                           | 뉴질랜드           | 스페인             | 체코                  |
| 1995년 | 나이지리아                | 르완다                    | 보츠와나                  | 오만 *                         | 인도네시아                     | 아르헨티나                       | 온두라스                         | 독일               | 이탈리아           | 체코                  |
| 1996년 | 이집트 *                  | 기니비사우                | 보츠와나                  | 대한민국                       | 인도네시아                     | 칠레                             | 온두라스                         | 독일               | 이탈리아           | 폴란드                |
| 1997년 | 이집트 *                  | 기니비사우                | 케냐                      | 대한민국                       | 일본                           | 칠레                             | 코스타리카                       | 포르투갈           | 스웨덴             | 폴란드                |
| 1998년 | 가봉                      | 감비아                    | 케냐                      | 바레인 *                       | 일본                           | 브라질                           | 코스타리카                       | 포르투갈           | 스웨덴             | 슬로베니아            |
| 1999년 | 가봉                      | 감비아                    | 나미비아                  | 바레인 *                       | 말레이시아                     | 브라질                           | 아르헨티나                       | 캐나다             | 네덜란드           | 슬로베니아            |
| 2000년 | 말리                      | 튀니지 *                  | 나미비아                  | 방글라데시                     | 말레이시아                     | 자메이카                         | 아르헨티나                       | 캐나다             | 네덜란드           | 우크라이나            |
| 2001년 | 말리                      | 튀니지 *                  | 모리셔스                  | 방글라데시                     | 싱가포르                       | 자메이카                         | 콜롬비아                         | 아일랜드           | 노르웨이           | 우크라이나            |
| 2002년 | 카메룬                    | 기니                      | 모리셔스                  | 시리아 *                       | 싱가포르                       | 멕시코                           | 콜롬비아                         | 아일랜드           | 노르웨이           | 불가리아              |
| 2003년 | 카메룬                    | 기니                      | 앙골라                    | 시리아 *                       | 파키스탄                       | 멕시코                           | 칠레                             | 독일               | 스페인             | 불가리아              |
| 2004년 | 알제리 *                  | 베냉                      | 앙골라                    | 필리핀                         | 파키스탄                       | 브라질                           | 칠레                             | 독일               | 스페인             | 루마니아              |
| 2005년 | 알제리 *                  | 베냉                      | 탄자니아                  | 필리핀                         | 일본                           | 브라질                           | 아르헨티나                       | 덴마크             | 그리스             | 루마니아              |
| 2006년 | 가나                      | 콩고 공화국               | 탄자니아                  | 카타르 *                       | 일본                           | 페루                             | 아르헨티나                       | 덴마크             | 그리스             | 슬로바키아            |
| 2007년 | 가나                      | 콩고 공화국               | 남아프리카 공화국         | 카타르 *                       | 인도네시아                     | 페루                             | 파나마                           | 벨기에             | 이탈리아           | 슬로바키아            |
| 2008년 | 부르키나파소              | 리비아 *                  | 남아프리카 공화국         | 베트남                         | 인도네시아                     | 코스타리카                       | 파나마                           | 벨기에             | 이탈리아           | 크로아티아            |
| 2009년 | 부르키나파소              | 리비아 *                  | 우간다                    | 베트남                         | 일본                           | 코스타리카                       | 멕시코                           | 튀르키예           | 오스트리아         | 크로아티아            |
| 2010년 | 가봉                      | 나이지리아                | 우간다                    | 레바논 *                       | 일본                           | 브라질                           | 멕시코                           | 튀르키예           | 오스트리아         | 보스니아 헤르체고비나 |
| 2011년 | 가봉                      | 나이지리아                | 남아프리카 공화국         | 레바논 *                       | 인도                           | 브라질                           | 콜롬비아                         | 독일               | 포르투갈           | 보스니아 헤르체고비나 |
| 2012년 | 모로코 *                  | 토고                      | 남아프리카 공화국         | 파키스탄                       | 인도                           | 과테말라                         | 콜롬비아                         | 독일               | 포르투갈           | 아제르바이잔          |
| 2013년 | 모로코 *                  | 토고                      | 르완다                    | 파키스탄                       | 대한민국                       | 과테말라                         | 아르헨티나                       | 오스트레일리아     | 룩셈부르크         | 아제르바이잔          |
| 2014년 | 차드                      | 나이지리아                | 르완다                    | 요르단 *                       | 대한민국                       | 칠레                             | 아르헨티나                       | 오스트레일리아     | 룩셈부르크         | 리투아니아            |
| 2015년 | 차드                      | 나이지리아                | 앙골라                    | 요르단 *                       | 말레이시아                     | 칠레                             | 베네수엘라                       | 뉴질랜드           | 스페인             | 리투아니아            |
| 2016년 | 이집트 *                  | 세네갈                    | 앙골라                    | 일본                           | 말레이시아                     | 우루과이                         | 베네수엘라                       | 뉴질랜드           | 스페인             | 우크라이나            |
| 2017년 | 이집트 *                  | 세네갈                    | 에티오피아                | 일본                           | 카자흐스탄                     | 우루과이                         | 볼리비아                         | 이탈리아           | 스웨덴             | 우크라이나            |
| 2018년 | 코트디부아르              | 적도 기니                 | 에티오피아                | 쿠웨이트 *                     | 카자흐스탄                     | 페루                             | 볼리비아                         | 네덜란드           | 스웨덴             | 폴란드                |
| 2019년 | 코트디부아르              | 적도 기니                 | 남아프리카 공화국         | 쿠웨이트 *                     | 인도네시아                     | 페루                             | 도미니카 공화국                  | 독일               | 벨기에             | 폴란드                |
| 2020년 | 니제르                    | 튀니지 *                  | 남아프리카 공화국         | 베트남                         | 인도네시아                     | 세인트빈센트 그레나딘            | 도미니카 공화국                  | 독일               | 벨기에             | 에스토니아            |
| 2021년 | 니제르                    | 튀니지 *                  | 케냐                      | 베트남                         | 인도                           | 세인트빈센트 그레나딘            | 멕시코                           | 아일랜드           | 노르웨이           | 에스토니아            |
| 2022년 | 가봉                      | 가나                      | 케냐                      | 아랍에미리트 *                 | 인도                           | 브라질                           | 멕시코                           | 아일랜드           | 노르웨이           | 알바니아              |
| 2023년 | 가봉                      | 가나                      | 모잠비크                  | 아랍에미리트 *                 | 일본                           | 브라질                           | 에콰도르                         | 몰타               | 스위스             | 알바니아              |
| 2024년 | 알제리 *                  | 시에라리온                | 모잠비크                  | 대한민국                       | 일본                           | 가이아나                         | 에콰도르                         | 몰타               | 스위스             | 슬로베니아            |
| 2025년 | 알제리 *                  | 시에라리온                | 소말리아                  | 대한민국                       | 파키스탄                       | 가이아나                         | 파나마                           | 덴마크             | 그리스             | 슬로베니아            |
| 2026년 | 라이베리아                | 콩고 민주 공화국          | 소말리아                  | 바레인 *                       | 파키스탄                       | 콜롬비아                         | 파나마                           | 덴마크             | 그리스             | 라트비아              |

## 이사국 재임 기간
| 연도 | 국가                  | 첫 임기 연도 | 최근의 임기 연도 | 지역 그룹                        | 각주 |
| ---- | --------------------- | ------------ | ---------------- | -------------------------------- | --- |
| 80년 | 프랑스                | 1946년       | 2025년           | 서유럽과 기타 지역               | 상임이사국. |
| 80년 | 영국                  | 1946년       | 2025년           | 서유럽과 기타 지역               | 상임이사국. |
| 80년 | 미국                  | 1946년       | 2025년           | 서유럽과 기타 지역               | 상임이사국. |
| 54년 | 중화인민공화국        | 1971년       | 2025년           | 아시아 태평양 지역               | 상임이사국. |
| 46년 | 소련                  | 1946년       | 1991년           | 동유럽 지역                      | 옛 상임이사국. 러시아 연방이 승계함.                                                                                         |
| 34년 | 러시아 연방           | 1991년       | 2025년           | 동유럽 지역                      | 상임이사국. |
| 26년 | 중화민국              | 1946년       | 1971년           | 아시아 태평양 지역               | 옛 상임이사국. 중화인민공화국이 승계함.                                                                                      |
| 24년 | 일본                  | 1958년       | 2024년           | 아시아 태평양 지역               | |
| 22년 | 브라질                | 1946년       | 2023년           | 카리브 제도와 라틴 아메리카 지역 | |
| 18년 | 아르헨티나            | 1948년       | 2014년           | 카리브 제도와 라틴 아메리카 지역 | |
| 16년 | 인도                  | 1950년       | 2022년           | 아시아 태평양 지역               | |
| 15년 | 파키스탄              | 1952년       | 2025년           | 아시아 태평양 지역               | |
| 14년 | 콜롬비아              | 1947년       | 2012년           | 카리브 제도와 라틴 아메리카 지역 | |
| 13년 | 이탈리아              | 1959년       | 2017년           | 서유럽과 기타 지역               | |
| 12년 | 벨기에                | 1947년       | 2020년           | 서유럽과 기타 지역               | |
| 12년 | 캐나다                | 1948년       | 2000년           | 서유럽과 기타 지역               | |
| 12년 | 독일                  | 1977년       | 2020년           | 서유럽과 기타 지역               | 서독 시대의 임기 4년 포함.                                                                                                   |
| 11년 | 파나마                | 1958년       | 2025년           | 카리브 제도와 라틴 아메리카 지역 | |
| 11년 | 폴란드                | 1946년       | 2019년           | 동유럽 지역                      | |
| 10년 | 오스트레일리아        | 1946년       | 2014년           | 서유럽과 기타 지역               | |
| 10년 | 칠레                  | 1952년       | 2015년           | 카리브 제도와 라틴 아메리카 지역 | |
| 10년 | 네덜란드              | 1946년       | 2018년           | 서유럽과 기타 지역               | |
| 10년 | 나이지리아            | 1966년       | 2015년           | 아프리카 지역                    | |
| 10년 | 노르웨이              | 1949년       | 2022년           | 서유럽과 기타 지역               | |
| 10년 | 페루                  | 1955년       | 2019년           | 카리브 제도와 라틴 아메리카 지역 | |
| 10년 | 스페인                | 1969년       | 2016년           | 서유럽과 기타 지역               | |
| 10년 | 베네수엘라            | 1962년       | 2016년           | 카리브 제도와 라틴 아메리카 지역 | |
| 9년  | 덴마크                | 1953년       | 2025년           | 서유럽과 기타 지역               | |
| 9년  | 이집트                | 1946년       | 2017년           | 아프리카 지역 (아랍 국가)        | 아랍 연합 공화국 시대의 임기 2년 포함.                                                                                       |
| 9년  | 멕시코                | 1946년       | 2022년           | 카리브 제도와 라틴 아메리카 지역 | |
| 8년  | 알제리                | 1968년       | 2025년           | 아프리카 지역 (아랍 국가)        | |
| 8년  | 에콰도르              | 1950년       | 2024년           | 카리브 제도와 라틴 아메리카 지역 | |
| 8년  | 가봉                  | 1978년       | 2023년           | 아프리카 지역                    | |
| 8년  | 가나                  | 1962년       | 2023년           | 아프리카 지역                    | |
| 8년  | 인도네시아            | 1973년       | 2020년           | 아시아 태평양 지역               | |
| 8년  | 튀니지                | 1959년       | 2021년           | 아프리카 지역 (아랍 국가)        | |
| 8년  | 우크라이나            | 1948년       | 2017년           | 동유럽 지역                      | 우크라이나 소비에트 사회주의 공화국 시대의 임기 4년 포함.                                                                    |
| 7년  | 아일랜드              | 1962년       | 2022년           | 서유럽과 기타 지역               | |
| 7년  | 말레이시아            | 1965년       | 2016년           | 아시아 태평양 지역               | |
| 7년  | 뉴질랜드              | 1954년       | 2016년           | 서유럽과 기타 지역               | |
| 7년  | 루마니아              | 1962년       | 2005년           | 동유럽 지역                      | |
| 7년  | 튀르키예              | 1951년       | 2010년           | 서유럽과 기타 지역               | |
| 7년  | 유고슬라비아          | 1950년       | 1989년           | 동유럽 지역                      | 현재의 보스니아 헤르체고비나, 크로아티아, 몬테네그로, 북마케도니아, 세르비아, 슬로베니아에 걸쳐 있었음.                      |
| 6년  | 오스트리아            | 1973년       | 2010년           | 서유럽과 기타 지역               | |
| 6년  | 볼리비아              | 1964년       | 2018년           | 카리브 제도와 라틴 아메리카 지역 | |
| 6년  | 불가리아              | 1966년       | 2003년           | 동유럽 지역                      | |
| 6년  | 코스타리카            | 1974년       | 2009년           | 카리브 제도와 라틴 아메리카 지역 | |
| 6년  | 코트디부아르          | 1964년       | 2019년           | 아프리카 지역                    | |
| 6년  | 쿠바                  | 1949년       | 1991년           | 카리브 제도와 라틴 아메리카 지역 | |
| 6년  | 에티오피아            | 1967년       | 2018년           | 아프리카 지역                    | |
| 6년  | 가이아나              | 1975년       | 2025년           | 카리브 제도와 라틴 아메리카 지역 | |
| 6년  | 요르단                | 1965년       | 2015년           | 아시아 태평양 지역 (아랍 국가)   | |
| 6년  | 케냐                  | 1973년       | 2022년           | 아프리카 지역                    | |
| 6년  | 대한민국              | 1996년       | 2025년           | 아시아 태평양 지역               | |
| 6년  | 모로코                | 1963년       | 2013년           | 아프리카 지역 (아랍 국가)        | |
| 6년  | 필리핀                | 1957년       | 2004년           | 아시아 태평양 지역               | |
| 6년  | 포르투갈              | 1979년       | 2012년           | 서유럽과 기타 지역               | |
| 6년  | 세네갈                | 1968년       | 2017년           | 아프리카 지역                    | |
| 6년  | 남아프리카 공화국     | 2007년       | 2020년           | 아프리카 지역                    | |
| 6년  | 스웨덴                | 1957년       | 2018년           | 서유럽과 기타 지역               | |
| 6년  | 시리아                | 1947년       | 2003년           | 아시아 태평양 지역 (아랍 국가)   | 아랍 연합 공화국 시대의 임기 1년 포함.                                                                                       |
| 6년  | 잠비아                | 1969년       | 1988년           | 아프리카 지역                    | |
| 5년  | 그리스                | 1952년       | 2025년           | 서유럽과 기타 지역               | |
| 5년  | 우간다                | 1966년       | 2010년           | 아프리카 지역                    | |
| 4년  | 앙골라                | 2003년       | 2016년           | 아프리카 지역                    | |
| 4년  | 방글라데시            | 1979년       | 2001년           | 아시아 태평양 지역               | |
| 4년  | 베냉                  | 1976년       | 2005년           | 아프리카 지역                    | |
| 4년  | 부르키나파소          | 1984년       | 2009년           | 아프리카 지역                    | 첫 임기 7개월 동안에는 오트볼타라는 이름을 사용했음.                                                                         |
| 4년  | 카메룬                | 1974년       | 2003년           | 아프리카 지역                    | |
| 4년  | 핀란드                | 1969년       | 1990년           | 서유럽과 기타 지역               | |
| 4년  | 기니                  | 1972년       | 2003년           | 아프리카 지역                    | |
| 4년  | 헝가리                | 1968년       | 1993년           | 동유럽 지역                      | |
| 4년  | 이라크                | 1957년       | 1975년           | 아시아 태평양 지역 (아랍 국가)   | |
| 4년  | 자메이카              | 1979년       | 2001년           | 카리브 제도와 라틴 아메리카 지역 | |
| 4년  | 쿠웨이트              | 1978년       | 2019년           | 아시아 태평양 지역 (아랍 국가)   | |
| 4년  | 레바논                | 1953년       | 2011년           | 아시아 태평양 지역 (아랍 국가)   | |
| 4년  | 리비아                | 1976년       | 2009년           | 아프리카 지역 (아랍 국가)        | |
| 4년  | 말리                  | 1966년       | 2001년           | 아프리카 지역                    | |
| 4년  | 몰타                  | 1983년       | 2024년           | 서유럽과 기타 지역               | |
| 4년  | 모리셔스              | 1977년       | 2002년           | 아프리카 지역                    | |
| 4년  | 네팔                  | 1969년       | 1989년           | 아시아 태평양 지역               | |
| 4년  | 니카라과              | 1970년       | 1984년           | 카리브 제도와 라틴 아메리카 지역 | |
| 4년  | 니제르                | 1980년       | 2021년           | 아프리카 지역                    | |
| 4년  | 콩고 공화국           | 1986년       | 2007년           | 아프리카 지역                    | |
| 4년  | 르완다                | 1994년       | 2014년           | 아프리카 지역                    | |
| 4년  | 시에라리온            | 1970년       | 2025년           | 아프리카 지역                    | |
| 4년  | 슬로베니아            | 1998년       | 2025년           | 동유럽 지역                      | |
| 4년  | 탄자니아              | 1975년       | 2006년           | 아프리카 지역                    | |
| 4년  | 토고                  | 1982년       | 2013년           | 아프리카 지역                    | |
| 4년  | 아랍에미리트          | 1986년       | 2023년           | 아시아 태평양 지역 (아랍 국가)   | |
| 4년  | 우루과이              | 1965년       | 2017년           | 카리브 제도와 라틴 아메리카 지역 | |
| 4년  | 베트남                | 2008년       | 2021년           | 아시아 태평양 지역               | |
| 4년  | 자이르                | 1982년       | 1991년           | 아프리카 지역                    | 현재의 콩고 민주 공화국. |
| 4년  | 짐바브웨              | 1983년       | 1992년           | 아프리카 지역                    | |
| 3년  | 체코슬로바키아        | 1964년       | 1979년           | 동유럽 지역                      | 현재의 체코, 슬로바키아에 걸쳐 있었음.                                                                                       |
| 3년  | 소말리아              | 1971년       | 2025년           | 아프리카 지역                    | |
| 2년  | 알바니아              | 2022년       | 2023년           | 동유럽 지역                      | |
| 2년  | 아제르바이잔          | 2012년       | 2013년           | 동유럽 지역                      | |
| 2년  | 바레인                | 1998년       | 1999년           | 아시아 태평양 지역 (아랍 국가)   | |
| 2년  | 보스니아 헤르체고비나 | 2010년       | 2011년           | 동유럽 지역                      | |
| 2년  | 보츠와나              | 1995년       | 1996년           | 아프리카 지역                    | |
| 2년  | 부룬디                | 1970년       | 1971년           | 아프리카 지역                    | |
| 2년  | 벨로루시 SSR          | 1974년       | 1975년           | 동유럽 지역                      | 현재의 벨라루스. |
| 2년  | 카보베르데            | 1992년       | 1993년           | 아프리카 지역                    | |
| 2년  | 실론                  | 1960년       | 1961년           | 아시아 태평양 지역               | 현재의 스리랑카. |
| 2년  | 차드                  | 2014년       | 2015년           | 아프리카 지역 (아랍 국가)        | |
| 2년  | 크로아티아            | 2008년       | 2009년           | 동유럽 지역                      | |
| 2년  | 체코                  | 1994년       | 1995년           | 동유럽 지역                      | |
| 2년  | 지부티                | 1993년       | 1994년           | 아프리카 지역                    | |
| 2년  | 도미니카 공화국       | 2019년       | 2020년           | 카리브 제도와 라틴 아메리카 지역 | |
| 2년  | 감비아                | 1998년       | 1999년           | 아프리카 지역                    | |
| 2년  | 동독                  | 1980년       | 1981년           | 동유럽 지역                      | |
| 2년  | 적도 기니             | 2018년       | 2019년           | 아프리카 지역                    | |
| 2년  | 에스토니아            | 2020년       | 2021년           | 동유럽 지역                      | |
| 2년  | 과테말라              | 2012년       | 2013년           | 카리브 제도와 라틴 아메리카 지역 | |
| 2년  | 기니비사우            | 1996년       | 1997년           | 아프리카 지역                    | |
| 2년  | 온두라스              | 1995년       | 1996년           | 카리브 제도와 라틴 아메리카 지역 | |
| 2년  | 이란                  | 1955년       | 1956년           | 아시아 태평양 지역               | |
| 2년  | 카자흐스탄            | 2017년       | 2018년           | 아시아 태평양 지역               | |
| 2년  | 리투아니아            | 2014년       | 2015년           | 동유럽 지역                      | |
| 2년  | 룩셈부르크            | 2013년       | 2014년           | 서유럽과 기타 지역               | |
| 2년  | 마다가스카르          | 1985년       | 1986년           | 아프리카 지역                    | |
| 2년  | 모리타니              | 1974년       | 1975년           | 아프리카 지역                    | |
| 2년  | 모잠비크              | 2023년       | 2024년           | 아프리카 지역                    | |
| 2년  | 나미비아              | 1999년       | 2000년           | 아프리카 지역                    | |
| 2년  | 오만                  | 1994년       | 1995년           | 아시아 태평양 지역 (아랍 국가)   | |
| 2년  | 파라과이              | 1968년       | 1969년           | 카리브 제도와 라틴 아메리카 지역 | |
| 2년  | 세인트빈센트 그레나딘 | 2020년       | 2021년           | 카리브 제도와 라틴 아메리카 지역 | |
| 2년  | 싱가포르              | 2001년       | 2002년           | 아시아 태평양 지역               | |
| 2년  | 슬로바키아            | 2006년       | 2007년           | 동유럽 지역                      | |
| 2년  | 수단                  | 1972년       | 1973년           | 아프리카 지역 (아랍 국가)        | |
| 2년  | 스위스                | 2023년       | 2024년           | 서유럽과 기타 지역               | |
| 2년  | 태국                  | 1985년       | 1986년           | 아시아 태평양 지역               | |
| 2년  | 트리니다드 토바고     | 1985년       | 1986년           | 카리브 제도와 라틴 아메리카 지역 | |
| 2년  | 카타르                | 2006년       | 2007년           | 아시아 태평양 지역 (아랍 국가)   | |
| 2년  | 아랍 연합 공화국      | 1961년       | 1962년           | 아프리카 지역 (아랍 국가)        | 현재의 이집트, 시리아에 걸쳐 있었음.                                                                                         |
| 2년  | 예멘                  | 1990년       | 1991년           | 아시아 태평양 지역 (아랍 국가)   | 선출 당시부터 첫 임기 5개월 동안에는 남예멘이었음. 남예멘이 북예멘(예멘 아랍 공화국)과 통일된 이후에도 그 자리를 승계받았음. |
| 1년  | 라이베리아            | 1961년       | 1961년           | 아프리카 지역                    | 임기 1년만 역임하고 사퇴함.                                                                                                  |

## 비상임이사국으로 선출된 기록이 없는 국가
다음은 유엔 회원국 가운데 유엔 안전 보장 이사회 비상임이사국으로 선출된 기록이 없는 국가들이다.
| 국가                   | 지역 그룹                        |
| ---------------------- | -------------------------------- |
| 아프가니스탄           | 아시아 태평양 지역               |
| 안도라                 | 서유럽과 기타 지역               |
| 앤티가 바부다          | 카리브 제도와 라틴 아메리카 지역 |
| 아르메니아             | 동유럽 지역                      |
| 바하마                 | 카리브 제도와 라틴 아메리카 지역 |
| 바베이도스             | 카리브 제도와 라틴 아메리카 지역 |
| 벨리즈                 | 카리브 제도와 라틴 아메리카 지역 |
| 부탄                   | 아시아 태평양 지역               |
| 브루나이               | 아시아 태평양 지역               |
| 캄보디아               | 아시아 태평양 지역               |
| 중앙아프리카 공화국    | 아프리카 지역                    |
| 코모로                 | 아프리카 지역                    |
| 키프로스               | 아시아 태평양 지역               |
| 조선민주주의인민공화국 | 아시아 태평양 지역               |
| 도미니카 연방          | 카리브 제도와 라틴 아메리카 지역 |
| 엘살바도르             | 카리브 제도와 라틴 아메리카 지역 |
| 에리트레아             | 아프리카 지역                    |
| 에스와티니             | 아프리카 지역                    |
| 피지                   | 아시아 태평양 지역               |
| 조지아                 | 동유럽 지역                      |
| 그레나다               | 카리브 제도와 라틴 아메리카 지역 |
| 아이티                 | 카리브 제도와 라틴 아메리카 지역 |
| 아이슬란드             | 서유럽과 기타 지역               |
| 이스라엘               | 서유럽과 기타 지역               |
| 키리바시               | 무소속                           |
| 키르기스스탄           | 아시아 태평양 지역               |
| 라오스                 | 아시아 태평양 지역               |
| 라트비아               | 동유럽 지역                      |
| 레소토                 | 아프리카 지역                    |
| 리히텐슈타인           | 서유럽과 기타 지역               |
| 말라위                 | 아프리카 지역                    |
| 몰디브                 | 아시아 태평양 지역               |
| 마셜 제도              | 아시아 태평양 지역               |
| 미크로네시아 연방      | 아시아 태평양 지역               |
| 몰도바                 | 동유럽 지역                      |
| 모나코                 | 서유럽과 기타 지역               |
| 몽골                   | 아시아 태평양 지역               |
| 몬테네그로             | 동유럽 지역                      |
| 미얀마                 | 아시아 태평양 지역               |
| 나우루                 | 아시아 태평양 지역               |
| 북마케도니아           | 동유럽 지역                      |
| 팔라우                 | 아시아 태평양 지역               |
| 파푸아뉴기니           | 아시아 태평양 지역               |
| 세인트키츠 네비스      | 카리브 제도와 라틴 아메리카 지역 |
| 세인트루시아           | 카리브 제도와 라틴 아메리카 지역 |
| 사모아                 | 아시아 태평양 지역               |
| 산마리노               | 서유럽과 기타 지역               |
| 상투메 프린시페        | 아프리카 지역                    |
| 사우디아라비아         | 아시아 태평양 지역               |
| 세르비아               | 동유럽 지역                      |
| 세르비아 몬테네그로    | 동유럽 지역                      |
| 세이셸                 | 아프리카 지역                    |
| 솔로몬 제도            | 아시아 태평양 지역               |
| 남수단                 | 아프리카 지역                    |
| 수리남                 | 카리브 제도와 라틴 아메리카 지역 |
| 타지키스탄             | 아시아 태평양 지역               |
| 탕가니카               | 영연방 지역                      |
| 동티모르               | 아시아 태평양 지역               |
| 통가                   | 아시아 태평양 지역               |
| 투르크메니스탄         | 아시아 태평양 지역               |
| 투발루                 | 아시아 태평양 지역               |
| 우즈베키스탄           | 아시아 태평양 지역               |
| 바누아투               | 아시아 태평양 지역               |
| 잔지바르               | 영연방 지역                      |

## 같이 보기
- 유엔 회원국